# Klášter Mihai Vodă
Klášter Mihai Vodă založený Michalem Chrabrým byl jednou z nejstarších budov v Bukurešti. Nyní z něj zbývají jen budovy klášterního kostela a zvonice, které byly z původního umístění přesunuty o 285 metrů na východ, aby uvolnily místo pro výstavbu nového centra Bukurešti. 

## Budova kláštera
Klášter byl postaven v roce 1591. Byl obklopen kamennými zdmi, čímž získal charakter pevnosti. V roce 1813 byl klášter Mihai Vodă jedním z největších klášterů Rumunska.
Budovy kláštera sloužily v průběhu let k mnoha účelům, například jako rezidence představitelů země, vojenská nemocnice, lékařská škola a sídlo Rumunského národního archivu. Klášter byl významným archeologickým nalezištěm; na klášterním dvoře se nacházelo archeologické naleziště dácké kultury staré více než 3000 let, ve kterém byla nalezena stará keramika a jiné památky. 
Za komunistického režimu, v roce 1985, byla budova kostela přesunuta po kolejích o 285 metrů na východ do svého současného umístění v ulici Sapienței, poblíž ulice Splaiul Independenței a parku Izvor. Cílem přesunu bylo uvolnění místa pro výstavbu „občanského centra“, tedy nového monumentálního centra Bukurešti, realizovaného tehdejším komunistickým režimem i za cenu ničení historických památek. Středověká křížová chodba a vedlejší budovy byly pří přesunu zbourány, kostel byl zachráněn díky petici řady intelektuálů a organizací proti jeho plánovanému stržení.
Klášter Mihai Vodă je zapsán v Seznamu historických památek Rumunska s kódem B-II-a-A-19644.

## Legenda o založení
O důvodech založení kláštera vypráví následující legenda. Podle ní byl Michal (Mihai), nevlastní syn Pătrașca Dobrého, za velmi chladné zimy, pravděpodobně mezi lety 1589 a 1591, zatčen vládcem Alexandrem III. Ukrutným, který ho obvinil ze spiknutí s cílem ujmout se vlády země.
Michal byl odveden na náměstí svatého Antonína, na místo, kde měl být sťat. Cesta na náměstí vedla kolem kostela Albă Postăvari vedle kopce Spirei. Michal se s dovolením svých strážců zastavil, aby se v kostele zúčastnil mše a poklonil se ikoně svatého Mikuláše a slíbil mu, že pokud unikne smrti, postaví poblíž klášter.
Existují tři vysvětlení toho, jak Michal mohl uniknout popravě Alexandru. První verze vypráví o výkupném, které za něj zaplatilo 12 šlechticů. Podle druhé verze byl Michal tak urostlý a pohledný, že kat, když jej spatřil, odhodil sekeru a utekl. Třetí verze událostí říká, že Michalovo propuštění vymohli svými protesty jeho přívrženci, kteří se shromáždili kolem popraviště.
Po osvobození Michal Chrabrý dodržel svůj slib a postavil klášter.

## Galerie

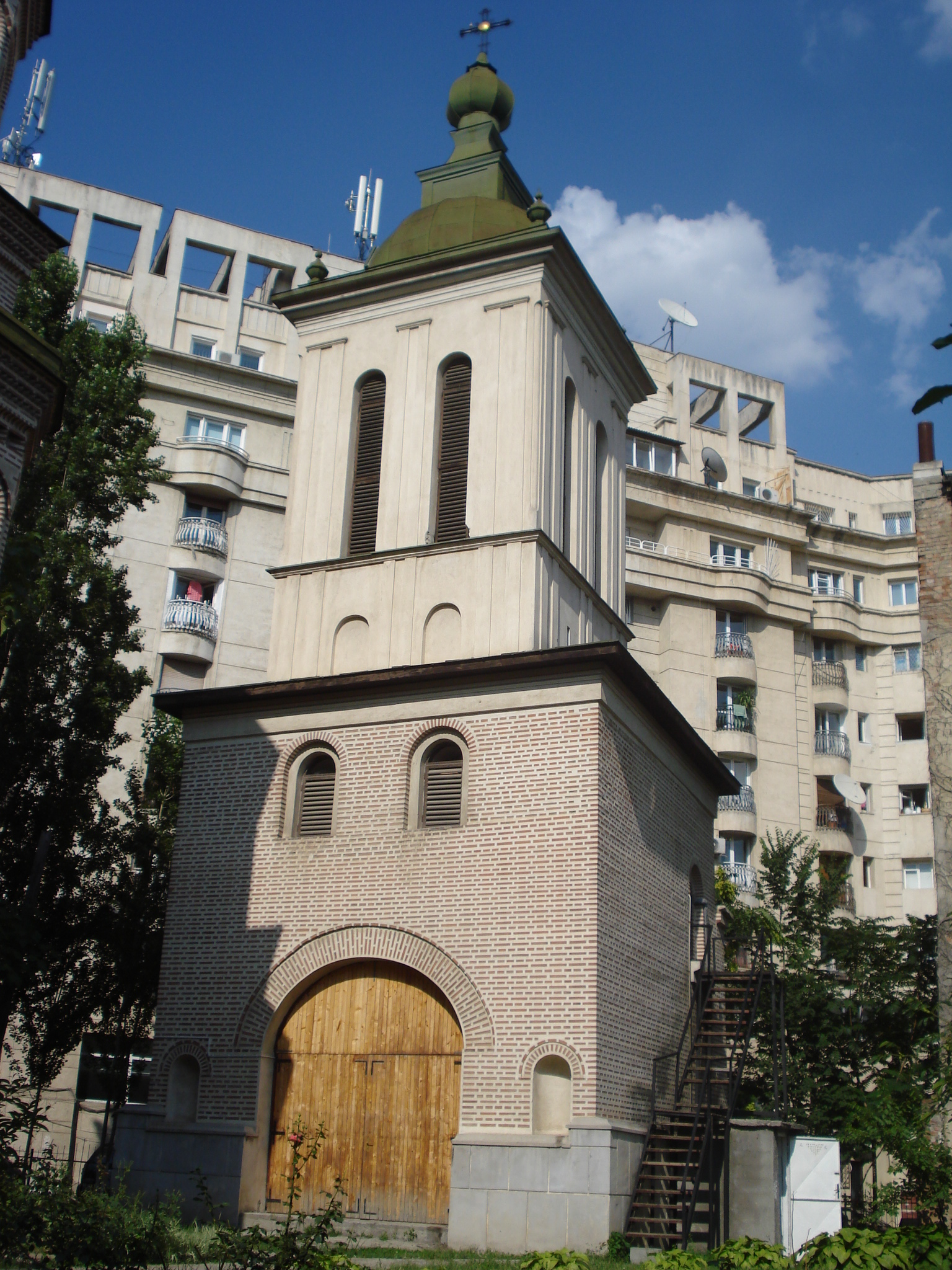
Zvonice kláštera
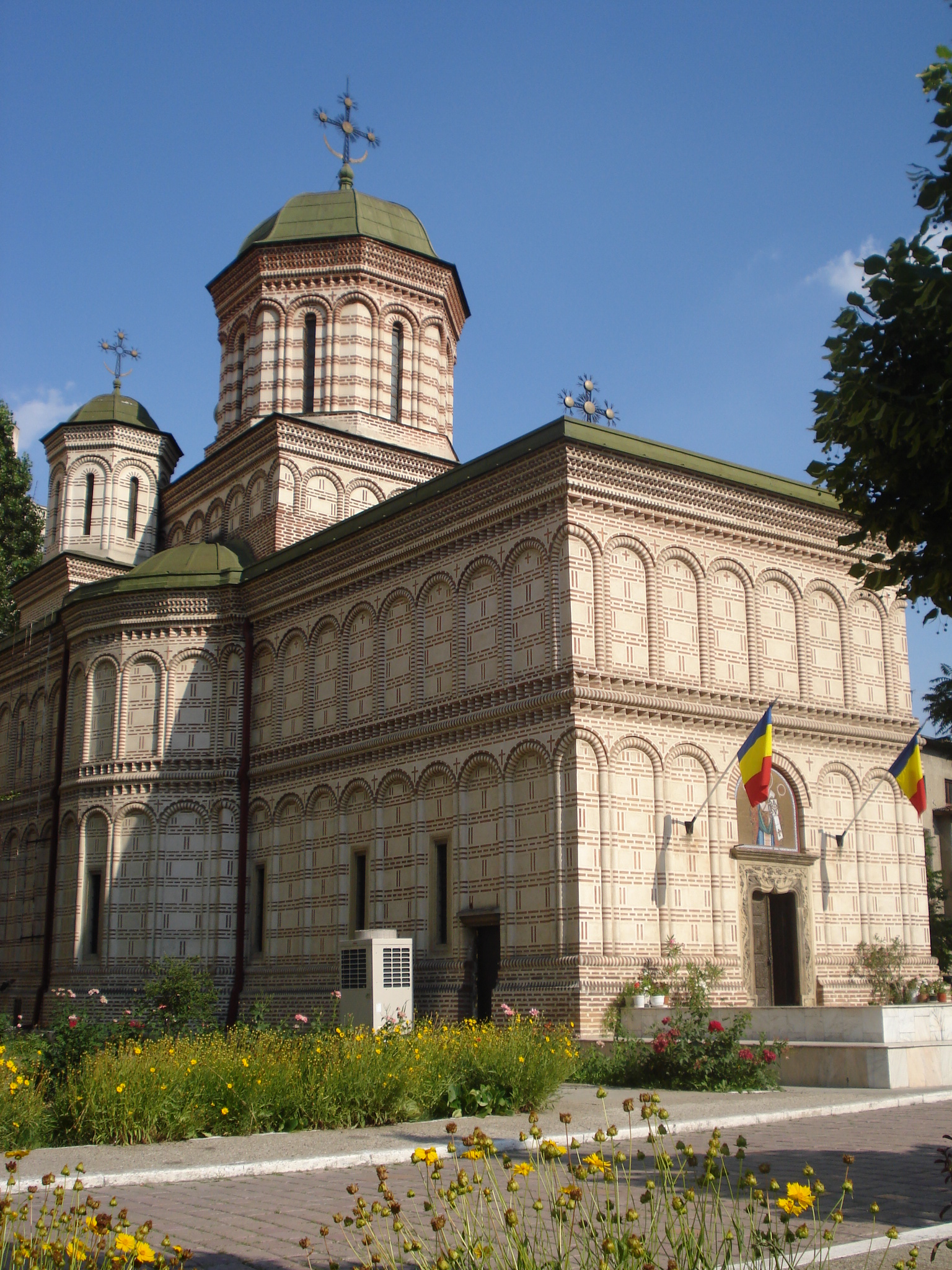
Klášter Mihai Vodă
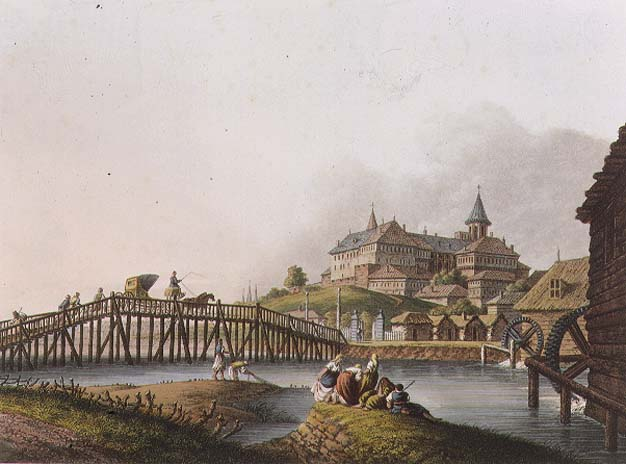
Most přes řeku Dâmbovița ke klášteru Mihai Vodă  (William Watts podle kresby Luigiho Mayera z roku 1793)